# Pandora FMS
Pandora FMS es un software de código abierto que sirve para monitorear (monitorizar) y medir todo tipo de elementos. Monitoriza sistemas, aplicaciones o dispositivos de red. Permite conocer el estado de cada elemento de un sistema a lo largo del tiempo ya que dispone de histórico de datos y eventos. Pandora FMS está orientado a grandes entornos, y permite gestionar con y sin agentes, varios miles de sistemas, por lo que se puede emplear en grandes clusters, centros de datos y redes de todo tipo.
Pandora FMS puede detectar si una interfaz de red se ha caído, un ataque de  "defacement" en una web, una pérdida de memoria en algún servidor de aplicaciones, o el movimiento de un valor del NASDAQ. Pandora FMS puede enviar SMS si un sistema falla o cuando las acciones de Google bajan de 500 dólares.
Pandora FMS puede recoger información de cualquier sistema operativo, con agentes, específicos para cada plataforma, que recolectan datos y los envían al servidor. Hay agentes específicos para GNU/Linux, AIX, Solaris, HP-UX, BSD/IPSO, Windows 2000, XP, 7, 2003, 2008, 7, 8 y 10 y MAC OSX. 
Pandora FMS también puede monitorizar cualquier tipo de servicio TCP/IP, sin necesidad de instalar agentes, y monitorizar sistemas de red como balanceadores de carga, routers, switches, sistemas operativos, aplicaciones o impresoras si se necesita hacerlo de forma remota. Pandora FMS también soporta WMI para comunicarse directamente con sistemas windows de forma remota y SNMP (versiones 1,2 y 3) para recolectar datos o recibir traps de forma asíncrona.
Algunos ejemplos de recursos comunes que pueden ser monitorizados con Pandora FMS son: la carga del procesador, el uso de disco y memoria, procesos que están corriendo en el sistema, eventos determinados en un registro, factores ambientales como la temperatura, la luz o la humedad, valores de aplicaciones como determinados textos en una página web, y en general cualquier cosa que se pueda recolectar de forma automatizada. 
Pandora FMS es un software hecho en España es Open Source y está publicado bajo licencia GPL2 GNU General Public License, aunque dispone de una versión específica para empresas, bajo el modelo conocido como "openCore", con una licencia comercial, esta versión se conoce como Enterprise. En un principio el proyecto fue alojado en Sourceforge, desde donde ha sido descargado más de un millón de veces, y seleccionado “Staff Pick” Project of the Month en junio de  2016, y elegido “Community Choice” Project of the Month en noviembre de 2017.

## Componentes
Pandora FMS está formado por tres componentes: servidor, consola y agente (uno o más de cada uno, dependiendo de la extensión y cantidad de elementos a monitorizar):

### Servidor
El servidor de Pandora FMS es quien procesa los datos recolectados de diferentes maneras; también son los que ejecutan alertas y guardan la información en la base de datos.

### Consola
Es la interfaz web con la interfaz al usuario para administrar los servidores, catalogar la información, crear alertas, crear incidentes, cambiar contraseñas de acceso y en general permiten toda la configuración del sistema de manera horizontal. Aquí se realiza la conversión de lenguaje de bajo nivel al lenguaje de alto nivel.

### Agente
Los agentes de Pandora FMS son entidades organizativas, generalmente un ordenador. Los agentes tienen la información, y pertenecen a un solo grupo. Un agente puede ser diferente de un computador, por ejemplo un vehículo, una edificación o cualquier otro objeto que contiene información. El agente resguarda información en diferentes módulos y bien puede estar relacionado con otros agentes, mediante una o varias relaciones de parentesco. Los agentes son, por tanto, unidades organizativas dentro de Pandora FMS, un concepto donde se deposita información de otras unidades de información llamadas módulos.

#### Módulos remotos
Los módulos remotos se comunican mediante protocolos o tecnologías bien conocidas o en su defecto con complementos plugins especialmente creados a tal efecto:
- Módulos de red: ICMP, TCP, SNMP, WMI y muchos más.
- Complementos o plugins: para MySQL, PostgreSQL, entre otros.

#### Módulos locales
Son módulos que se ejecutan en el mismo ordenador que supervisan, en realidad son guiones o scripts escritos en diferentes lenguajes como bash, Perl, Python e inclusive programas específicos que, desde luego, deben estar previamente instalados para que puedan ser indagados, capturada su respuesta y enviarlos al servidor correspondiente que esté ejecutando Pandora FMS.

### Otros componentes
Pandora FMS tiene muchas otras herramientas, por ejemplo del Servidor de Reconocimiento el cual es capaz de encontrar cada cierto tiempo nuevos dispositivos en la red de área local y de manera automática asignarlo a un grupo con sus correspondientes módulos y agentes.
Los Agentes Software son utilizados en la monitorización local para luego enviar los datos recolectados a un Servidor Satélite, un Agente Intermediario o directamente al Servidor  Principal. Están disponibles para Linux (todas las distribuciones), HPUX 11.x o superior, AIX 4.3.3 o superior, BSD (NetBSD, OpenBSD, FreeBSD), MacOSX, Solaris 8 o superior y Microsoft Windows NT4/XP/2000/2003/2008/7/8/2012.
Los complementos o plugins abarcan muchas áreas que van desde la monitorización del aŕea de la seguridad (antivirus, respaldo de datos para su eventual recuperación, etc.); monitorización de red (control de tráfico de voz sobre protocolo de internet) y hasta la integración con otros sistemas (JIRA, Remedy SalesForce -versión Enterprise-, entre otros). En diciembre de 2018 contaba con aproximadamente trescientos complementos disponibles.

## Versiones
| Versión    | Date                | Información |
| ---------- | ------------------- | --- |
| 7.0 NG 745 | 5 de mayo de 2020   | Principalmente se ha mejorado su uso con Selenium versión 3.X y apoyo a Selenium IDE para Google Chrome y Mozilla Firefox. Agregados nuevos modos en el proceso de descubrimiento de dispositivos en una red de área local y mejoras en las representaciones gráficas de los mismos. |
| 7.0 NG 744 | 5 de marzo de 2020  | El editor de correlación de alertas ha sido mejorado; más de ochenta errores coorregidos a lo largo de todo el código; consola visual incluye plantilla para países en el caso de la geolocalización; interfaz de consola puede ahora utilizar la librería de módulos.               |
| 7.0 NG 743 | 30 de enero de 2020 | Nueva wiki propia en idioma francés y página web en idioma turco; nueva barra de búsqueda en consola para acceder de manera rápida a todas las funcionalidades; otros errores menores de software solucionados.                                                                      |

Versiones antiguas:
| Versión             | Date                     | Información |
| ------------------- | ------------------------ | --- |
| 7.0 NG 742          | 19 de diciembre de 2019  | La principal novedad es la actualización de la librería de tercero cURL, versión7.65.3. En la versión Enterprise fue agregado un nuevo complemento para mensajería RabbitMQ e integración con Grafana. |
| 7.0 NG 741          | 4 de diciembre de 2019   | Monitorización SAP en modo remoto y centralizado, mecanismo de depurado y mejora para las usuarias y usuarios, alertas de eventos de manera correlacionada con logs, Omnishell para la administración de infraestructuras de forma automatizada y fue añadida una consola integrada (por medio de GoTTY) para SSH y Telnet. |
| 7.0 NG 740          | 30 de octubre de 2019    | Treinta y cuatro problemas fueron solucionados y dos mejoras (Metaconsola e informes) fueron realizados en esta versión par dedicada a solventar bugs. En lo sucesivo las mejoras serán hechas en las versiones impares, sin perjuicio de incluir parches, y viceversa. |
| 7.0 NG 739          | 1 de octubre de 2019     | Integración con Open-source Ticket Request System por medio de un complemento creado a tal efecto. Para la versión Entreprise nuevo complemento para monitorizar RedisDB, mayor integración para con el complemento Integria IMS. Nuevas opciones para garantizar entornos de alta disponibilidad; corregidos varios errores visuales, en la metaconsole, SNMP, informes CSV, entre otros. |
| 7.0 NG 738          | 29 de agosto de 2019     | Mejoras: diferentes consolas visuales preconfiguradas, las cuales son copiadas al perfile del usuario para ser personalizadas, nuevos complementos para Kubernetes agregados (versión empresarial), creación de alertas masivas bajo la sección de políticas para un fácil despliegue (incluye alertas externas). |
| 7.0 NG 737          | 1 de agosto de 2019      | Problemas solucionados: borrado de agentes vía Metaconsola centralizada, autorrellenado de campos para un SNMPWalk, informes de Metaconsola ahora muestra nombres de agentes, alertas sonoras en modo crítico se reproducen correctamente, errores visuales en vista táctica, grupos en orden en la vista de edición de agentes. |
| 7.0 NG 736          | 28 de junio de 2019      | Mejoras: múltiples monitorizaciones de AWS, lo cual se conoce como monitorización de tenencia múltiple; nueva librería para monitorizar el Hadoop Distributed File System tanto los nodos principales como los secundarios; mejoras en la visualización, especialmente de los eventos. Correcciones: excepciones en la lista de control de acceso, conexión de mapas en el sistema de información geográfica, filtrado de etiqueta en el Protocolo Ligero de Acceso a Directorios, vista en detalle de los elementos encontrados mediante el Protocolo simple de administración de red. |
| 7.0 NG 735          | 31 de mayo de 2019       | Destaca el uso de datos en caché para acelerar la consola visual, el reemplazo de la ayuda estática por la ayuda en línea y el ajuste de los trabajos mensuales programados. |
| 7.0 NG 734          | 25 de abril de 2019      | Exhibición de las tablas de datos mejorada en la consola, ampliación de informes de correo electrónico a los formatos CSV, JSON y XML (manteniendo el formato PDF también). En esta edición se amplían las funcionalidades de Pandora FMS Discovery para incluir los complementos de bases de datos Oracle, MySQL y AWS RDS (Amazon EC2). |
| 7.0 NG 733          | 28 de marzo de 2019      | Introducción de la funcionalidad Pandora Network Traffic Analyzer (Pandora NTA) y soporte para UEFI en la Imagen ISO; mejoras de: campos personalizados en agentes software que permiten definir y limitar a una lista de opciones, monitorización con NetFlow y renovación de la interfaz de consola. Fueron solucionados once problemas varios relacionados con creación de informes, manejos de módulos, etc. |
| 7.0 NG 732          | 28 de febrero de 2019    | Denota el cambio principal, la funcionalidad Discovery que agrupa de una manera simplificada al usuario las tarea de notificaciones, redes (Discovery Hosts y Discovery Net Scan el cual sustituye a Recon Tasks), planificación de tareas Discovery Cron Jobs y una opción totalmente nueva especialmente diseñada para Amazon Web Services, el Discover Cloud AWS. Se mudan las verificaciones SNMP v3 al servidor SNMP Enterprise para reducir retrasos en el servidor de red. Se han solucionado errores de importación de políticas bajo PHP 7, error corregido en el Update Manager de la versión de fuente abierta y problemas en la doble autenticación en el módulo de edición de usuario, entre otras mejoras. |
| 7.0 NG 731          | 31 de enero de 2019      | La principal adición en esta versión es la mejora sustancial en la Gestión de direcciones de protocolo de internet, integrando en esta oportunidad a los servidores Microsoft con protocolo de configuración dinámica de host, superredes y red de área local virtual, contando esta última característica con un asistente integrado para tal propósito. Cuenta con nuevas llamadas a la interfaz de programación de aplicaciones para manejar eventos, alertas e inventario, además de grupos de usuarios y módulos. Se han corregido: detención del servidor al no poder conectarse a un entorno de alta disponibilidad, se ha habilitado la edición en el submenú de usuario, error de Javascript al crear módulos de protocolo simple de administración de red, errores menores en PHP 7 y el fallo al obtener informes con gráficas en formato de valores separados por comas. |
| 7.0 NG 730          | 18 de diciembre de 2018  | Mejoras: sincronización de módulos de inventario en la Metaconsola, nuevos mapas de calor, recursividad en los grupos para lanzar alertas de eventos, nuevas funcionalidades en la API (obtener lenguaje configurado, tiempo de sesión, etc.), mejoras en la vista de campos personalizados (módulos, nombres y estados de los mismos); problemas resueltos: extensión de Chrome de Pandora FMS (conexiones SSL y URL de consola), cifrado de contraseñas almacenadas en la base de datos de Pandora FMS, fallo visual en el Agent View, error que no permitía alertas en servicios. |
| 7.0 NG 729          | 29 de noviembre de 2018  | Importante actualización debido al uso obligatorio de PHP versión 7.2 para la visualización de la consola web, envío de correos electrónicos y generación de documentos en PDF. La gestión de colecciones desde la Metaconsola se puede gestionar de modo centralizado. Existe una nueva restricción de comandos de alertas; nueva vista de campos personalizados; alertas de eventos más intuitivos; el agente en modo de espera ha sido mejorado así como también la API. Se han solucionados los problemas a la hora de instalar la ISO en Pandora FMS mediante USB. |
| 7.0 NG 728          | 26 de octubre de 2018    | Problemas solventados: error en exportación a CSV en la vista de agente; problemas de rendimientos en las políticas en la versión Enterprise; filtrado en la vista de eventos; error en la vista de racimo cuando los nombres tienen espacios; inconveniente en el asistente de creación de agentes en Metaconsola. Mejorado: rendimiento con el uso de etiquetas, actualización del complemento MySQL, sincronización de licencias desde la Metaconsola. Ahora es posible la actualización de permisos LDAP, nuevo complemento para la monitorización de virtualización Oracle OVM. Los agentes software tienen un nuevo estado en espera ("stand by") que tiene la mínima incidencia para el anfitrión y elimina el mensaje estado desconocido en la consola cuando se consulta dicho agente. |
| 7.0 NG 727          | 27 de septiembre de 2018 | La edición de contraseñas por medio de operaciones masivas en políticas ha sido solucionado; en el informe de alertas las fechas son coherentes. Si se utilizan certificados autofirmados para HTTPS entre Pandora FMS Servidor y Pandora FMS consola API pueden hacerse sin ningún problema; se pueden hacer búsqueda de eventos con nuevos campos. Hay una nueva sección de consolas visuales, una mejora sustancial del rendimiento en las vistas de árbol, hay mejoras visuales en mapas GIS, la definición de cálculos de estado de las consolas visuales enlazadas en los elementos añade un tercer elemento, ahora son posibles los estados CRITICAL (crítico), WARNING (advertencia) y NORMAL (normal). |
| 7.0 NG 726          | 23 de agosto de 2018     | Instalación mejorada para utilizar Elastic v6.3.1; corregido el fallo de informe de eventos en la Metaconsola; ahora se puede autocrear usuarios en LDPA avanzado; grupos secundarios se comportan según lo que se espera de ellos. Como mejora la consola visual soporta gráficas con barras horizontales y verticales; los módulos SNMP v3 soportan operaciones masivas así como el uso de datos incrementales en las gráficas de tiempo real. Mejoras en la extensión de autodiagnóstico; nuevas capas GIS; los eventos se pueden ordenar según campo y hay nuevas plantillas para crear consolas visuales. |
| 7.0 NG 725          | 31 de julio de 2018      | Resueltos más de veinte problemas de usabilidad, entre otros: error en la presentación de informes de SLA mensuales; una capa GIS ahora acepta un agente individual; aparición de agentes repetidos en vista de árbol en la metaconsola; solucionado problema de búsquedas de consolas visuales. Como mejora ahora en la Metaconsola está centralizada toda la gestión de las políticas. También se puede configurar automáticamente todos los agentes con dichas políticas. Los fallos en los servicios pueden ser desde seguidos desde el origen hasta el punto más alto, lo que se denomina detección de causa raíz. A partir de esta versión el protocolo Tentacle permite compresión automática en los datos enviados en formato XML. |
| 7.0 NG 724          | 22 de junio de 2018      | Para incluir gráficas en cualquier informe PDF deberá instalarse la librería Pantomjs. PhantomJS es utilizado por muchos otros programas como Youtube-dl, por ejemplo. Se ha agregado un complemento para monitorizar Docker Swarm, en esta versión cada usuario puede personalizar su huso horario. Si se utiliza MySQL como base de datos en racimo activo/pasivo, ahora se puede gestionar completamente desde la consola web para garantizar un ambiente de alta disponibilidad. |
| 7.0 NG 723          | 1 de junio de 2018       | Problemas solucionados: tres brechas en la seguridad han sido parchadas (CVE-2018-11221, CVE-2018-11222 y CVE-2018-11223), sincronización de grupos entre la metaconsola y los nodos, una vista en RSS que no posibilitaba su funcionamiento, error grave (en ocasiones) en vista de Árbol, editor de módulos de red (políticas), problema menor en mapas de red (máscaras de red "/32"), visualización de Acuerdos de Nivel de Servicio ("Service Level Agreement" o SLA) en los tableros, error al importar políticas, fallo en las gráficas personalizadas (no se visualizaban correctamente las gráficas de percentil). |
| 7.0 NG 722          | 4 de mayo de 2018        | Resueltos los inconvenientes siguientes: problemas en la interfaz de relaciones entre nodos de los Mapas de Red, rendimiento de algunos escritorios en navegadores Firefox, singular caso de XML de inventario, ahora se permite el signo de igualdad como parte de los datos al hacer la autenticación LDAP. Se ha creado un complemento VMWare agrupando por VLAN.\|- |
| 7.0 NG 721          | 12 de abril de 2018      | Corregido problema en la monitorización del registro de seguridad de Windows, error en políticas que no se adaptan a los módulos, solucionado error en la edición de parámetros en el complemento de VMware, corregido error en creación de módulos por línea de comandos. Agregadas las funcionalidades de aplicar plantilla a un agente ya sea por API o por línea de comando; a los eventos se les puede asignar etiquetas una vez creadas, creación de grupos secundarios y migración de agentes desde la metaconsola. Como mejoras visuales: relojes digitales, valores de las gráficas y relaciones en los mapas de red. |
| 7.0 NG 720          | 16 de marzo de 2018      | Se han realizado mejoras en el plugin de MySQL, y en los plugins de virtualización Nutanix, Xen y Vmware; perfeccionamiento en los logs del servidor de plugins. Adicionada la posibilidad de contar los elementos tras hacer una búsqueda en vista de árbol; optimización de las relaciones de los nodos ficticios. Problemas solucionados: error de syslog server, autenticación en módulos web, error de estado cuando el histograma no tiene umbrales, bug en la recursión de grupos en sección de agentes de política, bug al borrar macros en servidor de plugins, consolas visuales con el grupo "All", bug en interfaces SNMP en los mapas de red, error en la vista de eventos de monitorización del log Security's Windows. |
| 7.0 NG 719          | 22 de febrero de 2018    | Solucionado el error de las URL públicas en la vista móvil; error solventado en la recursividad de grupos en operaciones masivas; error corregido en API al habilitar alertas así como error en SQL en la vista agente. Elementos mejorados: ordenación alfabética de los grupos de agentes en las vistas de creación y edición de agentes; exportación de CSV desde el log collector; opciones de personalización de enlaces de la consola hacia los servidores web propios del usuario (su propia Wiki o su propia herramienta de gestión de incidencias). Para el ISO de instalación hay nuevos comandos para facilitar el trabajo así como la gestión de usuarios. En los informes en PDF los formatos de cabecera y pie tienen funcionalidades avanzadas. Se incluye un asistente de cinco pasos para la monitorización de racimos de servidores activo/activo o activo/pasivo de aplicaciones como Oracle, WebLogic, SQL Server o Exchange. |
| 7.0 NG 718          | 26 de enero de 2018      | Actualización en el cliente eHorus. Mejorado el formulario de edición de módulos de tipo análisis web (WUX). Optimización del filtrado de logs de traps SNMP. Se han realizado una serie de mejoras en las conversiones de traducción de texto. Incorporado un nuevo efecto visual en la pantalla de login a Pandora FMS. Arreglado bugs en tareas programadas. Corregido bug en la clonación de ítems en la consola visual. Solucionado error en las passwords con SNMP v3 cuando se crean vía módulos o política en lugar de usar wizards SNMP interfaces. Solucionada vulnerabilidad de acceso al servidor de Pandora FMS. Arreglado bug en la extensión VMware. |
| 7.0 NG 717          | 20 de diciembre de 2017  | Solucionados: error de sincronización de agentes deshabilitados en la metaconsola, error de auto refresco en la consola, criterios para complementos en la instalación normal y silenciosa en Microsoft Windows, error en API al desactivar alertas, error con los enlaces públicos de las imágenes en las consolas visuales. Se agregaron dos nuevas series dentro de las gráficas combinadas, fue mejorada la visualización de las opciones del agente en las operaciones masivas del Servidor Satélite, mejoras en la vista VMware, mejoras en la automonitorización del servidor y el guion de reinicio automático en Microsoft Windows. Optimizada la herramienta de chequeo de la base de datos, optimizada la monitorización de hilos del servidor de Pandora FMS así como el tiempo de carga, inicio y operación en vista de eventos y en el cuadro general de la metaconsola. |
| 7.0 NG 716          | 29 de noviembre de 2017  | Nueva característica que permite que múltiples consolas visuales dentro del mismo tablero se vean como paneles individuales en modo deslizante. Se ha mejorado el flujo de la gestión de mapas de red para una mejor operación. Optimización del kernel de la ISO que viene lista para su uso. Nueva funcionalidad que permite poder seleccionar (mediante token) guardar o no guardar la contraseña en la base de datos cuando se utiliza autenticación LDAP. Mejorado el aspecto visual del Wizard de la interfaz SNMP. |
| 7.0 NG 715          | 15 de noviembre de 2017  | Corregidos errores en: tablas de invetarios, nombres de interfaces SNMP en políticas de monitorización, reconocimiento de OS X en agentes software, prorección contra tormenta de eventos cuando hay más de dos servidores en una misma instancia (maestro/esclavo). Las tareas programadas han sido mejoradas así como el envío de informes por correo electrónico; edición de OID en SNMP, fue mejorada la selección múltiple de agentes y módulos, en SNMPv3 se permiten caracteres especiales en contraseñas. |
| 7.0 NG 714          | 26 de octubre de 2017    | Se ha implantado un método de autenticación avanzada de Protocolo Ligero de Acceso a Directorios (LDAP), semejante a la de Active Directory; también fue corregido error en acceso mediante LDAP y Active Directory. Se han añadido los nombres de los agentes cuando son creados en Pandora FMS y los comentarios de los agentes/IPs en el fichero CSV cuando se exportan datos de IPAM. Se ha mejorado el comportamiento de las tareas de reconocimiento cuando se reinicia el servidor. Las tareas manuales no se reinician automáticamente, mientras que las no manuales sí lo hacen. Añadido soporte HTTPS en la configuración de la API dentro del servidor de Pandora FMS. Se ha optimizado la configuración del servidor de correo para las cron Jobs (tareas programadas). Añadida la opción de tener “alias as name” seleccionable por defecto en el setup cuando se crean nuevos agentes en la consola. Optimizada la generación de CSV al exportar gráficas personalizadas en un contenedor de gráficas y en gráficas de módulo. Corregido el bloqueo mutuo cuando se ejecuta en un racimo de servidores que ejecutan Percona; corregida la visualización de diferencia en el Módulo de Inventario. |
| 7.0 NG 713          | 4 de octubre de 2017     | Si hay parada planificada, fue incluido un indicador visual para cada agente involucrado en ese proceso; las páginas web de ayuda tienen mejoras en las hojas de estilo en cascada; admite logotipos de personalización de empresas en formato PNG, no solamente JPG; en los campos de datos acortados fueron mejoradas las traducciones; añadida la opción de tener listas de redes prohibidas en los servidores satélites; las paradas programadas se pueden crear sin error; agentes UNIX/Linux en modo local sin errores al realizar la configuración remota. |
| 7.0 NG 712          | 8 de septiembre de 2017  | Nuevo servidor de experiencia de usuario web (WUX) para monitorizar y/o analizar cualquier sitio web; para los informes SQL ahora es permitido el comando UNION; mejora en la política de tareas programadas (cron jobs) según perfil de usuario; sistema de almacenamiento basado en carpetas para las recolecciones de logs es eliminado en favor del uso de Elasticsearch por lo que es necesario aplicar la guía de despliegue; opciones adicionales al momento de crear eventos por medio de la línea de comandos; optimización en el manejo de bases de datos muy grandes; corrección en la digitalización y captura de código QR en agentes software; los agentes software ya no pierden información al insertar datos; en los mapas de red la opción de auto refrescado tiene mejoras en su desempeño. |
| 7.0 NG 711          | 23 de agosto de 2017     | En la versión Enterprise cualquier usuario ahora puede renovar la licencia, no solo el administrador; parche para parche aplicado en 709 NG: etiquetas de texto recuperaron su formato; mejora en el guion de actualización desde la versión 6; creación de módulos SNMP v2C a través de la Command Line Interface (CLI). |
| 7.0 NG 710          | 11 de agosto de 2017     | En esta versión es posible manipular servicios usando API, mejora el proceso de reinicio de contraseñas, en el Satellite Server el reconocimiento SNMP fue mejorado, optimización de las cookies en el servidor web, corregido problema en informes PDF cuando es visualizado con Chrome, corregido error con SIG en Google Maps, servidores secundarios en modo esclavo pueden conectarse a pesar de que se encuentren en redes distintas. |
| 7.0 NG 708          | 31 de julio de 2017      | Desde la consola especifica directamente si el agente es agente de red, agente software o agente satélite; se garantiza el acceso a los usuarios a sus propios menús según política de seguridad; aplicación de políticas a grupos enteros de agentes; mejoras en los mapas de Sistema de información geográfica (Pandroid). |
| 7.0 NG 707          | 17 de julio de 2017      | Una mejor visualización de grupos en distintas vistas de la consola, aspectos visuales en la vista de Netflow en la Metaconsola, nueva consola sonora de eventos, corrección del valor del campo “unit” de unidades de un módulo, incorporado histórico de eventos de las últimas 24 horas de un agente en su vista detallada, en los agentes ahora se pueden añadir y modificar campos definidos como cifrados, mostrándose en pantalla con caracteres ocultos; “servername” admite caracteres en mayúsculas. Mejorada la autentificación para evitar vulnerabilidades XSS. |
| 7.0 NG 705          | 20 de junio de 2017      | Añadido filtro de búsqueda por fecha en al consola SNMP, corregida la exportación por medio de CSV de los agentes software, solucionado refrescamiento de mapa de red, nombres de agentes software en Microsoft Windows ahora soportan espacios siempre y cuando estén entre comillas, nueva opción para ampliar hasta el más pequeño detalle en las Gráficas de Módulo sin compactar. |
| 7.0 NG 704          | 8 de junio de 2017       | Contiene más de sesenta cambios y correcciones: acceso a la base de datos histórico para los informes, ficheros CSV con separador personalizado para los campos, cualquier usuario podrá reiniciar su contraseña desde la consola, inclusión de mapas de MapQuest, macros para mostrar todas las direcciones IP de los agentes software, solución al problema de arranque del agente software en AIX. |
| 7.0 Next Generation | 29 de marzo de 2017      | Nuevos mapas de red interactivos, nueva monitorización transaccional de negocio, monitorización de experiencia de usuario, nueva vista global de servicios, versión móvil para la Metaconsola, nuevo Pandora FMS Sync-Server, nueva ISO de instalación basada en CentOS 7. Nuevo sistema de versionado de Liberación Continua: a partir del nuevo Pandora FMS NG (Next Generation), los parches y mejoras –incrementales– se irán aplicando de forma progresiva y secuencial desde la consola cada 21 días, sin necesidad de procesos de migración o actualización. |
| 6.0 SP3             | 28 de junio de 2016      | Nueva integración con eHorus, un sistema de gestión remota de equipos que se basa en la nube, permitiendo gestionar equipos de forma remota tanto como por terminal como con pantalla compartida, además de contar con gestión de servicios y procesos en tiempo real. Grandes mejoras estéticas y funcionales en las Consolas visuales y en los Dashboards, haciendo posible la creación de cuadros de mando completamente personalizables y de gran calidad para grandes pantallas. Añadida opción de autenticación con SAML. |
| 6.0 SP2             | 13 de abril de 2016      | Gran optimización en Pandora FMS bajo sistemas Windows. El rendimiento en algunos puntos clave se ha visto aumentado un 100%. Dockerfiles públicos en Docker Hub: ¡Ya es posible lanzar Pandora FMS con tan solo un comando! En los XML de los agentes ahora se aceptan varias etiquetas “alert_template”, permitiendo la asignación de múltiples alertas a un módulo en el momento de su creación. Nuevo dibujado de los umbrales en las gráficas: ahora aparecen las áreas de warning y critical en lugar de líneas. Se ha renovado la interfaz de la consola GIS para adaptarse al look&feel de la versión 6. |
| 6.0 SP1             | 21 de enero de 2016      | Nuevas funcionalidades en el API y CLI: crear módulos sintéticos, gestionar paradas planificadas y administrar módulos de Red, Dataserver y Plugin para establecer intervalos inversos de warning y critical. La exportación a CSV se ha vuelto a añadir al Motor de Informes. Nueva etiqueta ‘alert_template’ en los ficheros XML de los agentes para añadir un nuevo módulo a una plantilla de alerta. Añadido el tipo de informe SLA Mensual a la lista de informes dinámicos. Añadida la function get_agents al CLI. Añadidas diversas funciones para gestionar las Paradas Planificadas al CLI y al API. Mejorado el Recon Script de SNMP para casos muy específicos de NAT. |
| 6.0                 | 1 de noviembre de 2015   | Versión con mayores mejoras de Pandora FMS. Mejoras relacionadas con la usabilidad, la seguridad, reporting, inteligencia y un claro enfoque a grandes empresas. Se soportan más de 100000 agentes, la consola es más eficiente y permite sin demora acceder y gestionar todos los agentes. Se integra Pandora FMS con Oracle. Se almacenan la claves de terceros de forma segura y se integra la autenticación con OAuth. En cuanto a reporting se ofrecen informes que se actualizan en caliente y en tiempo real. Además, el sistema de mensajería soporta HTML permitiendo generación de contenido más dinámico y usable. Finalmente, para facilitar el uso de la herramienta Pandora ofrece un nuevo sistema de licencias adaptado a las necesidades de cada usuario. |
| 5.0                 | 17 de octubre de 2013    | Nueva interfaz gráfica. Soporte para Netflow. Recolección de eventos. Mejoras en la monitorización (monitorización intensiva, monitorización programada, mejoras en la importación vía XML, mejoras en la recuperación asíncrona de alertas, nuevas macros de alertas, nuevos campos en los eventos, gestión mejorada de eventos, respuestas -manuales- de eventos, nueva vista de eventos. Metaconsola (sistema federado de escalado en la monitorización), wizard de autoprovisión. Nuevas gráficas HTML5 interactivas, mejoras en los informes SLA, mejoras en los informes, plantillas de informes, mejoras en la consola visual. |
| 4.1                 | 29 de junio de 2013      | Nueva consola para móviles. Mejoras en la interfaz. Ampliadas las funcionalidades GIS y corregidos algunos errores, mejorado el rendimiento de la monitorización ICMP y SNMP. Mejorado el soporte para Windows 8 y Windows 2012. |
| 4.0.3               | 19 de enero de 2013      | Visualización superpuesta de gráficas para mejorar comparación, los agentes ahora soportan Windows8. Nueva funcionalidad, instantánea de comandos, varias mejoras en diversas funcionalidades existentes y bugfixes. |
| 4.0.2               | 27 de junio de 2012      | Han sido añadidas varias funcionalidades nuevas como por ejemplo: el Gateway para SSH y Telnet, actualizaciones semanales automáticas, la nueva Vista en árbol, y nuevos plugins listos para usar para: IPMI, DNS y UDP entre otras. También se han arreglado más de 250 bugs algunos de los más importantes son: la mejora en el editor de las Consolas Visuales, mejoras en el Inventario local y remoto con nuevos módulos y errores arreglados, mejorado interfaz de Operaciones Masivas, Políticas y Módulos Sintéticos, mejorado el rendimiento de los plugins de servidor y muchos más. |
| 4.0.1               | 20 de diciembre de 2011  | Versión menor que corrige problemas de la 4.0. Nuevas herramientas en el agente de windows. Nuevo modo de monitorización para obtener información alfanumérica de servicios WEB. Mejoras en los informes. Nuevo informe de predicción de tendencias. |
| 4.0                 | 10 de agosto de 2011     | Nuevas alertas basadas en eventos, nueva consola visual, mejoras en informes. Nuevos modos de monitorización con los agentes, rediseño del sistema de políticas y gestión remota de agentes. |
| 3.2                 | 27 de diciembre de 2010  | Rendimiento mejorado, nueva consola web para teléfonos inteligentes, mapas topológicos mejorados, gestor de políticas mejorado, nueva distribución de ficheros en los agentes, soportados nuevos idiomas en los informes. |
| 3.1                 | 9 de junio de 2010       | Geoposicionamiento de Agentes, nuevo editor de mapas visuales, nuevo editor de informes, monitorización de servicios, traducción al Japonés, nuevo sistema de gestión por línea de comandos |
| 3.0                 | 29 de diciembre de 2009  | Gráficas interactivas en Flash, rediseño y mejora de la gestión de alertas, importantes mejoras en el agente de windows, nueva consola de recepción de traps SNMP |
| 2.1                 | 3 de marzo de 2009       | Soporte de múltiples servidores, servidor y cliente de Tentacle incluido en los respectivos paquetes, mejoras de usabilidad y rendimiento. |
| 2.0                 | 3 de septiembre de 2008  | Nuevo servidor WMI, de plugins, y de predicción. Mejora en el autodescubrimiento de redes y su topología. Correlación de alertas, y capacidad de procesar logs de Unix y WIndows. Añadida gestión de paradas de servicio y mejor reporting. |
| 1.3.1               | 30 de abril de 2008      | Nuevo sistema de transferencia Tentacle. Mejoras en la gestión de alertas. |
| 1.3                 | 12 de octubre de 2007    | Nuevo logo, nuevo reconserver |
| 1.2                 | 5 de diciembre de 2006   | Nuevo logo, renombrado a Pandora FMS, cambiada página inicio. |
| 1.1                 | 13 de mayo de 2005       | Nuevos agentes, consola y documentación. |
| 1.0                 | 14 de octubre de 2004    | Primera versión estable, bajo el nombre de "Pandoramon". |

## Dispositivos de Virtualización de Software
Un Dispositivo de Virtualización de Software o DVS (en inglés: software appliance), permite instalar un sistema operativo junto con un paquete de aplicaciones preconfiguradas y listas para ser ejecutadas en un entorno virtualizado:
- DVS basado en Centos6, que permite instalar directamente a disco duro, incluyendo todas las dependencias y componentes.
- "Amazon Machine Images" (AMI)[62] imagen pública de "Amazon Web Services"[63] para la instalación directa sobre "Amazon Elastic Compute Cloud" (EC2).[64][65].
- Imágenes en el respositorio oficial de Docker.[66]

## Incidencias
A lo largo de su historia Pandora FMS ha presentado una serie de incidencias, de las cuales las más importantes han sido las siguientes:
- Arco Norte (México), una autopista de 223 kilómetros, es monitorizada por Pandora FMS com más de quinientos dispositivos desde el 6 de noviembre de 2018.[68]
- En febrero de 2019 incursiona en China.[69]
- En enero de 2020 resultó afectado por una falla de la librería Timelocal de Perl lo cual impidió la creación de módulos nuevos, sin otro mayor percance.[70] Aunque la librería de Perl ya se encuentra parchada,[71][72][73][74] varias distribuciones Linux todavía no había integrado la solución en sus repositorios. El problema fue solucionado con la utilización de otra función en Perl que suple la función de fecha sin ese error de software.[70]
- La filial de Hughes Network Systems en India logró administrar de forma centralizada más de cien mil dispositivos.[75]